# یو بو را
یو بو را (انگلیسی: Yoo Bo-ra) فیلم‌نامه‌نویس اهل کره جنوبی است. وی از سال ۲۰۱۷ میلادی تاکنون مشغول فعالیت بوده‌است.